# Sondernheim
Sondernheim is een plaats in de Duitse gemeente Germersheim, deelstaat Rijnland-Palts.
Tot 1972 was het dorp zelfstandig maar toen werd het, ter uitvoering van het "1. Landesgesetz über die Verwaltungsvereinfachung im Land Rheinland-Pfalz" dd. 1 maart 1972, bij de stad ingelijfd.

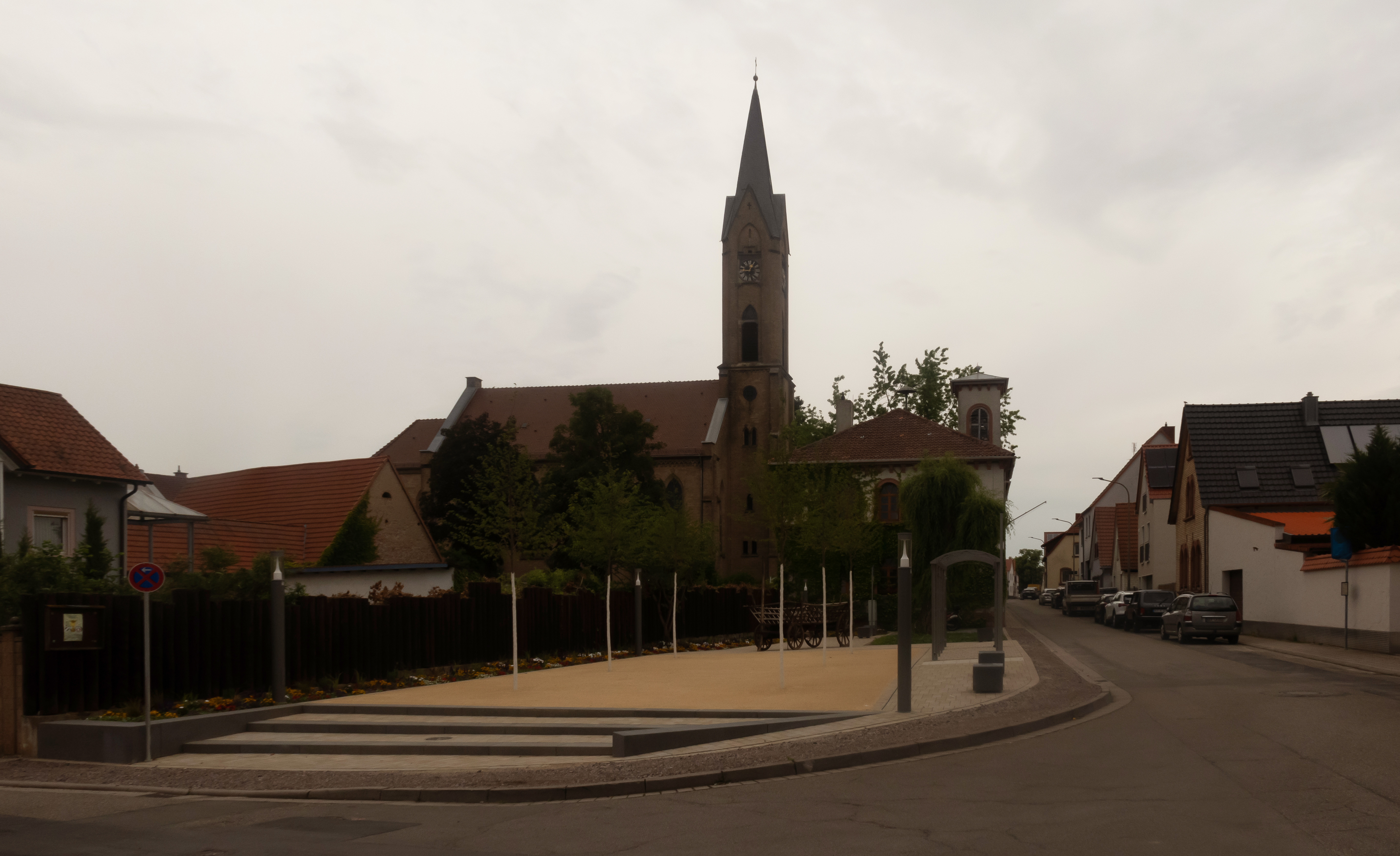
Sondernheim, kerk: Kirche Sank Johannes der Täufer